# Roger Rössing

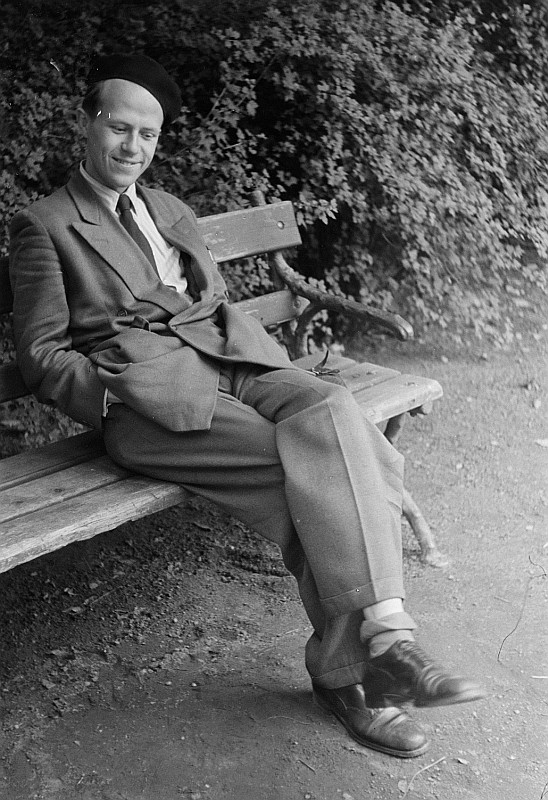
Roger Rössing (1950)

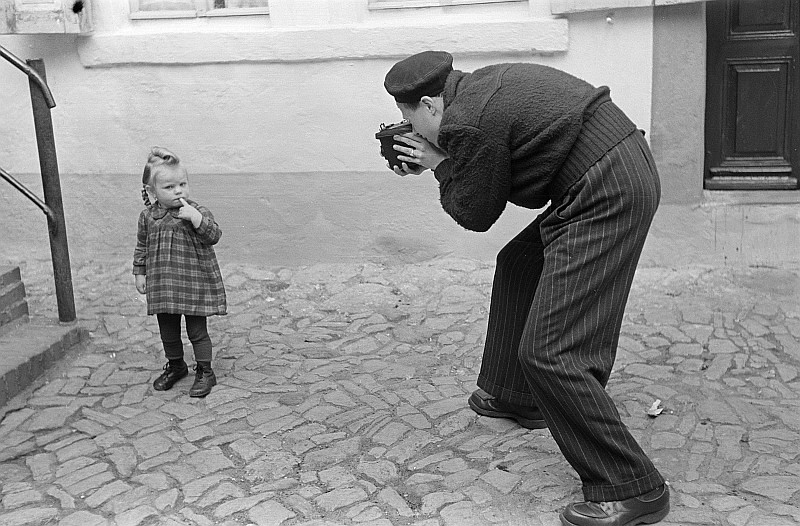
Roger Rössing bei der Arbeit (1951)

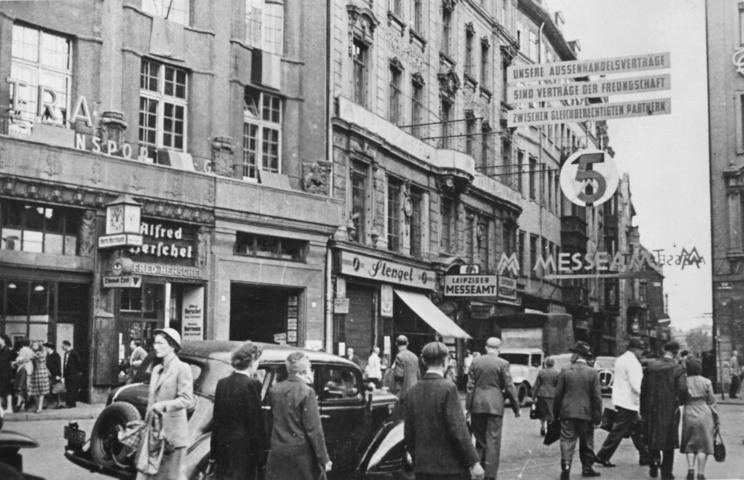
Leipzig während der Herbstmesse 1951

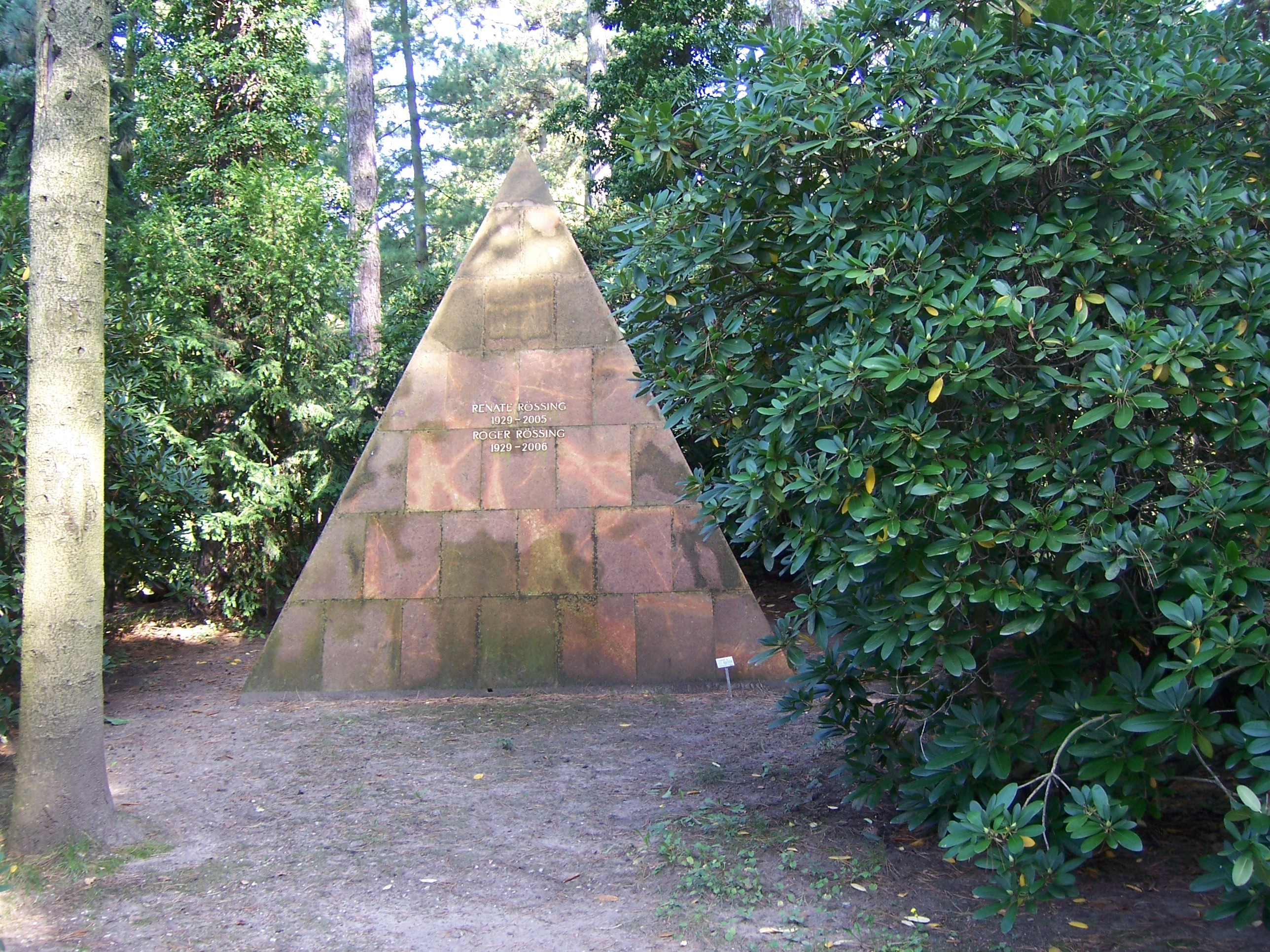
Grabpyramide Renate und Roger Rössing auf dem Südfriedhof in Leipzig, Entwurf und Ausführung: Alfred E. Otto Paul

Roger Rössing (* 1. März 1929 in Leipzig; † 7. April 2006 ebenda) war ein deutscher Fotograf, Autor und Publizist. Er gehörte zu den bekanntesten Fotografen der DDR.

## Leben
Rössing studierte von 1948 bis 1951 Fotografik bei Johannes Widmann an der Hochschule für Grafik und Buchkunst Leipzig. Seine Frau Renate Rössing und er gehörten in den 1950er Jahren zur Leipziger Gruppe „action fotografie“. Beide veröffentlichten etwa 90 Bücher. 1988 wurden beide mit dem Kunstpreis der Stadt Leipzig ausgezeichnet und waren ab 1990 Ehrenmitglieder der Deutschen Gesellschaft für Photographie in Köln.
Rössing ist auch als Publizist und Autor tätig gewesen, nicht nur in der Fotoliteratur. Im letzten Buch des Paares, das im April 2006 erschienen ist, haben beide ihre Beobachtungen in Leipzig über fünf Jahrzehnte hinweg festgehalten. Nach dem Ehepaar ist die Rössing-Stiftung benannt, die Autoren und Fotografen fördert. Jährlich vergibt die Rössing-Stiftung den mit 3.000 € dotierten Rössing Preis unter den Diplomanden des Studiengangs Fotografie an der Hochschule für Grafik und Buchkunst Leipzig.
Der fotografische Nachlass von Roger und Renate Rössing wurde der Deutschen Fotothek überlassen. Ein Projekt der Kulturstiftung des Bundes ermöglichte dort die Dokumentierung.

## Werke (Auswahl)
- Fotografie mit der Praktica. Fotokinoverlag, Leipzig 1986 (15. Auflage)
- Farbfotobuch für alle. Fotokinoverlag, Leipzig 1960
- Günter Rössler Fotokinoverlag, Leipzig 1982
- Blitzlichtfotografie. Fotokinoverlag, Leipzig 1984
- Architekturfotografie. Fotokinoverlag, Leipzig 1987 (4. Auflage)
- Vergrößern. Fotokinoverlag, Leipzig 1990 (11. Auflage)
- Reise durch Brasilien. Stürtz Verlag, Würzburg 1995
- Wir wirklich tollen Sachsen. Tauchaer Verlag, Leipzig 1997
- Hinterlassenschaft und Neubeginn. Hrsg. Wolfgang Kil, Fotokinoverlag, Leipzig 1989
- Wie der Hering zu Bismarcks Namen kam. Unbekannte Geschichten zu bekannten Begriffen. Komet Verlag 2002
- Russisches Roulette & Schwedische Gardinen. Neue unbekannte Geschichten zu bekannten Begriffen. Komet Verlag 2001

zusammen mit Renate Rössing:
- Mecklenburgische Landschaft. Sachsenverlag, Dresden 1958
- Das Erzgebirge. Brockhaus, Leipzig 1969
- Budapest. Brockhaus, Leipzig 1978
- Schlösser und Gärten um Dresden. E. A. Seemann, Leipzig 1979
- Warschau. Brockhaus, Leipzig 1981
- In Parks und Gärten. Brockhaus, Leipzig 1981
- Sofia. Brockhaus, Leipzig 1984
- Leipzig in Farbe. Brockhaus, Leipzig 1984
- Prager Altstadt. Brockhaus, Leipzig 1985 (Reihe Brockhaus Souvenir)
- Dornburger Schlösser. Brockhaus, Leipzig 1986 (Reihe Brockhaus Souvenir)
- Wartburg Brockhaus, Leipzig 1987 (Reihe Brockhaus Souvenir)
- Zittau und sein Gebirge. Brockhaus, Leipzig 1987
- Bautzen Brockhaus, Leipzig 1989 (Reihe Brockhaus Souvenir)
- Weesenstein und Müglitztal. Leipzig 1990 (Reihe Brockhaus Souvenir)
- Dresden. Leipzig 1990 (Reihe Brockhaus Souvenir)
- Parkansichten. Bilder aus historischen Parkanlagen zwischen Eisenach und Cottbus. Brockhaus, Leipzig 1991
- Gärten und Parks in Niedersachsen. Stürtz Verlag, Würzburg 1993
- Erzgebirge. Hinstorff Verlag, Rostock 1994
- Weser- und Leinebergland. Stürtz Verlag, Würzburg 1994
- Eichsfeld. Stürtz Verlag, Würzburg, 1994
- Meissen. Hinstorff Verlag, Rostock 1996
- Harz. Hinstorff Verlag, Rostock 1997
- Erleben Sie Dessau. Hinstorff Verlag, Rostock 1997
- Erleben Sie Chemnitz. Hinstorff Verlag, Rostock 1998
- Leipzig in den Fünfzigern. Kiepenheuer, Leipzig 2003
- Rolande in Deutschland. Hinstorff Verlag, Rostock 2004
- Rössings Sammelsurium. Texte zur Erinnerung an Renate Rössing (1929–2005). Connewitzer Verlagsbuchhandlung, Leipzig 2005
- Menschen in der Stadt. Fotografien 1946–1989. Lehmstedt, Leipzig 2006